# Counting Stars
"Counting Stars" is een single van OneRepublic. Het is de derde single, die afkomstig is van hun album Native uit 2013. Het nummer is door Ryan Tedder, de leadzanger van de muziekgroep, geschreven. Tedder kreeg inspiratie voor dit nummer terwijl hij op Beyoncé wachtte, ze zouden samen een geluidsstudio-opname gaan verrichten. Hij vond het in eerste instantie wel geschikt voor een opname door Beyoncé zelf, maar vond het uiteindelijk niet bij haar passen. Hij paste het lied daarop nog wat aan om het geschikt te maken voor het “eigen” album Native. Opnamen vonden uiteindelijk plaats op het Griekse eiland Santorini en in Denver in de staat Colorado. Op 3 juni 2013 werd het nummer op single uitgebracht.

## Achtergrond
Toen de single in de diverse hitparades uitgeraasd was, stond de verkoop op 5,3 miljoen exemplaren in de Verenigde Staten en 1 miljoen in het Verenigd Koninkrijk. Verder konden er auteursrechten bijgeschreven worden door covers van Skylar Astin (City of Angels), Second Serenade en Brandon ‘Metcalfa Destiny Nashville. Het was tevens te horen/zien in de televisieserie Glee, in medleyvorm met Mr. Roboto van Styx. Vervolgens gebruikten de filmmakers van Earth to Echo en Mommy het.
In 2017 & 2018 gebruikte de makers van het Belgische televisieprogramma Hotel Römantiek (uitgezonden op zender: 4) de song wekelijks in hun programma.
De bijbehorende videoclip werd in mei 2013 geschoten in New Orleans, Louisiana. De band staat op de begane grond te spelen terwijl een etage hoger een geloofsbijeenkomst is. Het werd opgenomen op de tiende mei en was al op 31 mei te zien. In de clip speelt een alligator een rol.

## Tracklijst
| Nr. | Titel                           | Duur |
| --- | ------------------------------- | ---- |
| 1.  | Counting Stars                  | 4:15 |
| 2.  | Counting Stars (Lovelife remix) | 3:55 |

## Hitnoteringen
De single haalde een notering in vrijwel elke hitparade die er te vinden is. De single haalde twee weken de tweede plaats in de Billboard Hot 100. Struikelblok voor de eerste plaats was Pitbull/Kesha met "Timber". Daarna bleef het wekenlang genoteerd staan in die lijst totdat het na 68 weken voorbij was. In het Verenigd Koninkrijk haalde het twee weken de eerste plaats in de UK Singles Chart en verliet de lijst pas na 61 weken.
In Nederland en België wilde het in eerste instantie niet vlotten, pas bij een tweede poging kwamen de verkopen op gang.

### Nederlandse Top 40
| Hitnotering: week 50 in 2013 t/m 23 in 2014 | Hitnotering: week 50 in 2013 t/m 23 in 2014 | Hitnotering: week 50 in 2013 t/m 23 in 2014 | Hitnotering: week 50 in 2013 t/m 23 in 2014 | Hitnotering: week 50 in 2013 t/m 23 in 2014 | Hitnotering: week 50 in 2013 t/m 23 in 2014 | Hitnotering: week 50 in 2013 t/m 23 in 2014 | Hitnotering: week 50 in 2013 t/m 23 in 2014 | Hitnotering: week 50 in 2013 t/m 23 in 2014 | Hitnotering: week 50 in 2013 t/m 23 in 2014 | Hitnotering: week 50 in 2013 t/m 23 in 2014 | Hitnotering: week 50 in 2013 t/m 23 in 2014 | Hitnotering: week 50 in 2013 t/m 23 in 2014 | Hitnotering: week 50 in 2013 t/m 23 in 2014 | Hitnotering: week 50 in 2013 t/m 23 in 2014 | Hitnotering: week 50 in 2013 t/m 23 in 2014 | Hitnotering: week 50 in 2013 t/m 23 in 2014 | Hitnotering: week 50 in 2013 t/m 23 in 2014 | Hitnotering: week 50 in 2013 t/m 23 in 2014 | Hitnotering: week 50 in 2013 t/m 23 in 2014 | Hitnotering: week 50 in 2013 t/m 23 in 2014 | Hitnotering: week 50 in 2013 t/m 23 in 2014 | Hitnotering: week 50 in 2013 t/m 23 in 2014 | Hitnotering: week 50 in 2013 t/m 23 in 2014 | Hitnotering: week 50 in 2013 t/m 23 in 2014 | Hitnotering: week 50 in 2013 t/m 23 in 2014 | Hitnotering: week 50 in 2013 t/m 23 in 2014 | Hitnotering: week 50 in 2013 t/m 23 in 2014 |
| Week:                                       | 1                                           | 2                                           | 3                                           | 4                                           | 5                                           | 6                                           | 7                                           | 8                                           | 9                                           | 10                                          | 11                                          | 12                                          | 13                                          | 14                                          | 15                                          | 16                                          | 17                                          | 18                                          | 19                                          | 20                                          | 21                                          | 22                                          | 23                                          | 24                                          | 25                                          | 26                                          |                                             |
| ------------------------------------------- | ------------------------------------------- | ------------------------------------------- | ------------------------------------------- | ------------------------------------------- | ------------------------------------------- | ------------------------------------------- | ------------------------------------------- | ------------------------------------------- | ------------------------------------------- | ------------------------------------------- | ------------------------------------------- | ------------------------------------------- | ------------------------------------------- | ------------------------------------------- | ------------------------------------------- | ------------------------------------------- | ------------------------------------------- | ------------------------------------------- | ------------------------------------------- | ------------------------------------------- | ------------------------------------------- | ------------------------------------------- | ------------------------------------------- | ------------------------------------------- | ------------------------------------------- | ------------------------------------------- | ------------------------------------------- |
| Positie:                                    | 34                                          | 25                                          | 22                                          | 21                                          | 16                                          | 11                                          | 8                                           | 4                                           | 3                                           | 3                                           | 3                                           | 4                                           | 4                                           | 4                                           | 5                                           | 5                                           | 8                                           | 8                                           | 14                                          | 14                                          | 14                                          | 15                                          | 21                                          | 25                                          | 33                                          | 40                                          | uit                                         |

### B2B Single Top 100
| Hitnotering: 26-10-2013 t/m 12-12-2014 | Hitnotering: 26-10-2013 t/m 12-12-2014 | Hitnotering: 26-10-2013 t/m 12-12-2014 | Hitnotering: 26-10-2013 t/m 12-12-2014 | Hitnotering: 26-10-2013 t/m 12-12-2014 | Hitnotering: 26-10-2013 t/m 12-12-2014 | Hitnotering: 26-10-2013 t/m 12-12-2014 | Hitnotering: 26-10-2013 t/m 12-12-2014 | Hitnotering: 26-10-2013 t/m 12-12-2014 | Hitnotering: 26-10-2013 t/m 12-12-2014 | Hitnotering: 26-10-2013 t/m 12-12-2014 | Hitnotering: 26-10-2013 t/m 12-12-2014 | Hitnotering: 26-10-2013 t/m 12-12-2014 | Hitnotering: 26-10-2013 t/m 12-12-2014 | Hitnotering: 26-10-2013 t/m 12-12-2014 | Hitnotering: 26-10-2013 t/m 12-12-2014 | Hitnotering: 26-10-2013 t/m 12-12-2014 | Hitnotering: 26-10-2013 t/m 12-12-2014 | Hitnotering: 26-10-2013 t/m 12-12-2014 | Hitnotering: 26-10-2013 t/m 12-12-2014 | Hitnotering: 26-10-2013 t/m 12-12-2014 |
| Week:                                  | 1                                      | 2                                      | 3                                      |                                        | 4                                      | 5                                      | 6                                      | 7                                      | 8                                      | 9                                      | 10                                     | 11                                     | 12                                     | 13                                     | 14                                     | 15                                     | 16                                     | 17                                     | 18                                     | 19                                     |
| -------------------------------------- | -------------------------------------- | -------------------------------------- | -------------------------------------- | -------------------------------------- | -------------------------------------- | -------------------------------------- | -------------------------------------- | -------------------------------------- | -------------------------------------- | -------------------------------------- | -------------------------------------- | -------------------------------------- | -------------------------------------- | -------------------------------------- | -------------------------------------- | -------------------------------------- | -------------------------------------- | -------------------------------------- | -------------------------------------- | -------------------------------------- |
| Positie:                               | 98                                     | 92                                     | 86                                     | uit                                    | 92                                     | 52                                     | 48                                     | 48                                     | 36                                     | 34                                     | 27                                     | 14                                     | 12                                     | 10                                     | 10                                     | 8                                      | 7                                      | 9                                      | 11                                     | 9                                      |
| Week:                                  | 20                                     | 21                                     | 22                                     | 23                                     | 24                                     | 25                                     | 26                                     | 27                                     | 28                                     | 29                                     | 30                                     | 31                                     | 32                                     | 33                                     | 34                                     | 35                                     | 36                                     | 37                                     | 38                                     | 39                                     |
| Positie:                               | 9                                      | 10                                     | 12                                     | 15                                     | 15                                     | 13                                     | 18                                     | 18                                     | 28                                     | 40                                     | 37                                     | 41                                     | 44                                     | 47                                     | 62                                     | 57                                     | 46                                     | 46                                     | 45                                     | 43                                     |
| Week:                                  | 40                                     | 41                                     | 42                                     | 43                                     | 44                                     | 45                                     | 46                                     | 47                                     | 48                                     | 49                                     | 50                                     | 51                                     | 52                                     | 53                                     | 54                                     | 55                                     | 56                                     | 57                                     | 58                                     |                                        |
| Positie:                               | 43                                     | 46                                     | 52                                     | 57                                     | 59                                     | 56                                     | 64                                     | 67                                     | 70                                     | 75                                     | 82                                     | 83                                     | 84                                     | 87                                     | 85                                     | 93                                     | 88                                     | 90                                     | 96                                     | uit                                    |

### Vlaamse Radio 2 Top 30
| Positie: | 28 | 23 | 20 | 16 | 13 | 9 | 9 | 6 | 4 | 7 | 8 | 10 | 12 | 21 | 24 | 17 | 30 | uit |

### Vlaamse Ultratop 50
| Hitnotering: 23-11-2013 t/m 16-5-2014 | Hitnotering: 23-11-2013 t/m 16-5-2014 | Hitnotering: 23-11-2013 t/m 16-5-2014 | Hitnotering: 23-11-2013 t/m 16-5-2014 | Hitnotering: 23-11-2013 t/m 16-5-2014 | Hitnotering: 23-11-2013 t/m 16-5-2014 | Hitnotering: 23-11-2013 t/m 16-5-2014 | Hitnotering: 23-11-2013 t/m 16-5-2014 | Hitnotering: 23-11-2013 t/m 16-5-2014 | Hitnotering: 23-11-2013 t/m 16-5-2014 | Hitnotering: 23-11-2013 t/m 16-5-2014 | Hitnotering: 23-11-2013 t/m 16-5-2014 | Hitnotering: 23-11-2013 t/m 16-5-2014 | Hitnotering: 23-11-2013 t/m 16-5-2014 | Hitnotering: 23-11-2013 t/m 16-5-2014 | Hitnotering: 23-11-2013 t/m 16-5-2014 | Hitnotering: 23-11-2013 t/m 16-5-2014 | Hitnotering: 23-11-2013 t/m 16-5-2014 | Hitnotering: 23-11-2013 t/m 16-5-2014 | Hitnotering: 23-11-2013 t/m 16-5-2014 | Hitnotering: 23-11-2013 t/m 16-5-2014 | Hitnotering: 23-11-2013 t/m 16-5-2014 | Hitnotering: 23-11-2013 t/m 16-5-2014 | Hitnotering: 23-11-2013 t/m 16-5-2014 | Hitnotering: 23-11-2013 t/m 16-5-2014 | Hitnotering: 23-11-2013 t/m 16-5-2014 | Hitnotering: 23-11-2013 t/m 16-5-2014 |
| Week:                                 | 1                                     | 2                                     | 3                                     | 4                                     | 5                                     | 6                                     | 7                                     | 8                                     | 9                                     | 10                                    | 11                                    | 12                                    | 13                                    | 14                                    | 15                                    |                                       |                                       |                                       | 16                                    | 17                                    | 18                                    | 19                                    | 20                                    | 21                                    | 22                                    |                                       |
| ------------------------------------- | ------------------------------------- | ------------------------------------- | ------------------------------------- | ------------------------------------- | ------------------------------------- | ------------------------------------- | ------------------------------------- | ------------------------------------- | ------------------------------------- | ------------------------------------- | ------------------------------------- | ------------------------------------- | ------------------------------------- | ------------------------------------- | ------------------------------------- | ------------------------------------- | ------------------------------------- | ------------------------------------- | ------------------------------------- | ------------------------------------- | ------------------------------------- | ------------------------------------- | ------------------------------------- | ------------------------------------- | ------------------------------------- | ------------------------------------- |
| Positie:                              | 26                                    | 31                                    | 32                                    | 32                                    | 22                                    | 26                                    | 27                                    | 36                                    | 28                                    | 29                                    | 35                                    | 48                                    | 45                                    | 46                                    | 41                                    | -                                     | -                                     | -                                     | 45                                    | 42                                    | 32                                    | 31                                    | 44                                    | 39                                    | 38                                    | uit                                   |

### NPO Radio 2 Top 2000
| Nummer met noteringen in de NPO Radio 2 Top 2000 | '14 | '15 | '16  | '17  | '18  | '19  | '20  | '21  | '22  | '23  | '24  |
| ------------------------------------------------ | --- | --- | ---- | ---- | ---- | ---- | ---- | ---- | ---- | ---- | ---- |
| Counting Stars                                   | 747 | 730 | 1299 | 1541 | 1665 | 1692 | 1737 | 1718 | 1424 | 1496 | 1581 |

1. ↑  Een vetgedrukt getal geeft de hoogste notering aan.
2. ↑  2014 was het eerste jaar met een notering voor dit nummer.